# 陳慧儀
陳慧儀（英語：Vindy Chan Wai Yee，1967年8月25日—），香港財經節目主持人，前電影及電視演員，畢業於香港公開大學社會科學榮譽學士課程。
陳慧儀早年於葵青區成長，曾就讀荔景天主教中學（中一至中三）和石籬天主教中學（中四至中五；1984年中五畢業）。入讀後者時為校內領袖生及舞蹈學會成員。她於新法書院中六畢業後，在1989年參加香港小姐競選，並無奪得獎項。落選後參與演出多部電影，於拍攝電影小男人週記時認識電影導演陳嘉上，其後息影並與陳嘉上結婚。婚後育有兩名子女。同時在二手時裝店工作。數年後二人離婚，離婚後，陳慧儀與兩名子女同住，恢復幕前演出，並轉型成財經評論員，考取證券經紀牌，於商業電台及無綫電視主持多個電台及電視財經節目。陳慧儀自2016年起開班教授製作啫喱花蛋糕，亦會慈善義教。而她早於中學畢業後已從事證券行業。

## 演出作品

### 電影
- 緣份遊戲 (1989)
- 小男人週記 II 錯在新宿 (1990)
- 神探馬如龍 (1991)
- 機Boy小子之真假威龍 (1992)
- 武狀元蘇乞兒 (1992)
- 噴火女郎 (1992)
- 吳三桂與陳圓圓 (1992)
- 新仙鶴神針 (1993)
- 醉拳II (1994)
- 飛虎雄心 (1994)
- 絕世好Bra (2001)

### 電視

#### 劇集
- 血璽金刀 (1990) 飾 敖非煙
- 燃燒歲月 (1990) 飾 喬心
- 蜀山奇俠之仙侶奇緣（1991）飾 謝瓔
- 今生無悔 (1991) 飾 阮花
- 我愛玫瑰園 (1991) 飾 趙玲
- 月兒彎彎照九州 (1991) 飾 范安琪
- 摩登小男人 (1992) 飾 阿Yeah
- 我為錢狂（1992） 飾 樂敏
- 水滸英雄傳（1992） 飾 李玉蘭
- 賭霸 (1992) 飾 周子欣
- 偷心大少（1993） 飾 林詠嘉
- 少年五虎（1993）飾 蔣美英
- 射雕英雄傳之南帝北丐（1994） 飾 苗思恩

#### 主持
- 香港直播 (2005)
- 創富坊

### 電台
- 人生交叉盤

### 著作
- 2001年7月：薛家燕、陳慧儀《伊人當自強》 力出版有限公司　ISBN 9789628749126
- 2005年7月：《智完美女人》 星悅工作室　ISBN 9789628632237

## 外部連結
- 881903.com 商業電台- 節目主持－陳慧儀 （页面存档备份，存于）
- 不爭是爭[永久] 中國窗 - 香港商報電子報